# مایکل تون
مایکل تون (انگلیسی: Michael Toon؛ زادهٔ ۱۱ آوریل ۱۹۷۹) از برندگان مدال‌های بازی‌های المپیک تابستانی اهل استرالیا است.